# بیخان قشلاقی
بیخان قشلاقی یک روستا در ایران است که در دهستان ارشق مرکزی واقع شده‌است.